# Richard Rogers et Renzo Piano
Richard Rogers et Renzo Piano est une sculpture réalisée par le plasticien français Xavier Veilhan en 2013. Il s'agit de deux statues en acier inoxydable recouvertes de peinture polyuréthane verte et qui représentent Richard Rogers et Renzo Piano, les architectes du centre national d'art et de culture Georges-Pompidou. Partie des collections du musée national d'Art moderne, l'œuvre est exposée en plein air place Edmond-Michelet, dans le 4e arrondissement, à Paris.